# Thorpe Morieux
Thorpe Morieux – wieś w Anglii, w hrabstwie Suffolk, w dystrykcie Babergh. Leży 24 km na północny zachód od miasta Ipswich i 97 km na północny wschód od Londynu. W 2001 miejscowość liczyła 257 mieszkańców.